# ريغلا بيل
قالب:Infobox volleyball player
ريغلا بيل (Regla Bell) هي لاعبة أولمبية لرياضة كرة طائرة من كوبا. شاركت في الأولمبياد الصيفي في 1992–2000، وفازت بما مجموعه 3 ميداليات.

## الميداليات
| ذهب | فضة | برونز | المجموع |
| 3   | 0   | 0     | 3       |

## روابط خارجية
- ريغلا بيل على موقع الاتحاد الأوروبي (الإنجليزية)
- ريغلا بيل على موقع عالم الكرة الطائرة (الإنجليزية)
- ريغلا بيل على موقع دوري الدرجة الأولى الإيطالي للكرة الطائرة - سيدات (الإيطالية)
- ريغلا بيل على موقع أوليمبيديا (الإنجليزية)